# UJ-23 Topaz
L'UJ-23 Topaz est un drone cible fabriqué par Ukrjet, en service dans les forces armées ukrainiennes.

## Conception
L’UJ-23 a un fuselage en forme de missile, des ailes en flèche inversée vers l’avant, un empennage en V et des entrées d’air montées sur le dessus à l’arrière du fuselage, alimentant un turboréacteur. Le Topaz a une vitesse de croisière de 600 km/h, une vitesse de pointe de 800 km/h, une autonomie de 90 minutes et un rayon d'action de 400 km avec une charge utile de 10 kg. Il est guidé soit par une liaison de commande manuelle, soit en suivant un itinéraire préprogrammé.
Polyvalent, ce drone à réaction peut être utilisé à tout moment de la journée et en toute saison, même dans des conditions météorologiques et de visibilité défavorables. L’UJ-23 Topaz peut effectuer des missions d’entraînement, de renseignement, de recherche et sauvetage.
Le Topaz n’a pas besoin d’une piste pour décoller, mais son dispositif de lancement exact est inconnu. Il peut atterrir avec un parachute et être réutilisé.

## Variantes
L’UJ-25 Skyline est une version armée du Ukrjet UJ-23 Topaz. Il a la même forme de base, à peu près la même taille. En tant que drone kamikaze à usage unique, il n’a pas à revenir, donc son rayon d'action est le double de celui du Topaz, soit environ 800 km.
Une collecte de fonds a été lancée en 2022 en Lituanie par le journaliste de télévision Andrius pour acheter des drones et les offrir aux forces armées ukrainiennes. Jusqu’à présent, le montant des fonds collectés a dépassé 1 million d’euros. La collecte de fonds a été appelée par plaisanterie Legion of Boom car l’objectif est d’acheter des drones à usage unique larguant des explosifs sur l’ennemi russe. Les modèles choisis sont la munition rôdeuse WB Electronics Warmate du groupe polonais WB Group et l’UJ-23 Topaz.